# 三枝守全
三枝 守全（さいぐさ もりあきら、慶長15年（1610年） - 延宝8年5月26日（1680年6月22日））は、江戸時代の旗本。父は三枝守昌、母は信濃国諏訪高島藩主諏訪頼水の娘。初名は守勝、通称は源八郎、内匠。官位は従五位下、能登守、隠岐守。法名は全心。正室は和泉国陶器藩主小出三尹の娘であり、その間に嫡男の三枝守輝がいる。他に小出守里（京都町奉行）、三枝守仍（もりなお）、娘（一柳直増室）、他女子2人がいる。

## 生涯
元和6年（1620年）、11歳の時に初めて徳川秀忠に御目見した。
寛永17年（1640年）、安房三枝藩の家督を相続する際、3千石を弟の諏訪頼増に分知して7千石を知行した。これにより三枝家は再度、大名から旗本となった。
正保3年（1646年）、命令を受けて崇源院の霊廟の普請の奉行を務め、慶安2年（1649年）には日光東照宮の普請の奉行を務めて黄金5枚を賜った。慶安3年（1650年）の時に御書院番頭となり、慶安4年（1651年）に従五位下能登守に叙された。明暦元年（1655年）には領地を改められて7000石を賜った。万治2年（1659年）正月、徳川家綱が元服したことを受けて、使者として尾張国名古屋まで赴いた。寛文3年（1663年）、家綱が日光山に参拝した際はこれに付き添った。延宝4年（1676年）に職を辞職して旗本寄合席に列し、その後に致仕した。
延宝8年（1680年）死去、享年71。実子の三枝守輝が跡を継いだ。

## 参考
- 「寛政重脩諸家譜. 第6輯」（1923年）